# Ideell förening
En ideell förening är en sammanslutning av personer som förenas genom ett antal gemensamma idéer. Verksamheten får gagna medlemmarnas privatekonomiska intressen så länge den inte är direkt ekonomisk. Verksamheten får om vissa förutsättningar är uppfyllda också inkludera näringsverksamhet. Generellt är den ideella föreningen en juridisk person.
I Finland är en ideell förening inte en juridisk person annat än om den registrerats, och därmed blivit en registrerad förening (r.f.).

## Associationsrätt
En rättskapabel ideell förening anses enligt rättspraxis och doktrin föreligga under förutsättning att den 
- bildats av ett visst antal personer (åsikterna varierar mellan minst två eller tre; fler än tre krävs ej),[2]
- antagit stadgar som reglerar namn, syfte och beslutsgång,[3] samt
- tillsatt företrädare (vanligen styrelse).[4]

Registrering är inte nödvändig för att föreningen ska bli ett rättssubjekt, till skillnad från vad som gäller för ekonomiska föreningar och aktiebolag.
Lagförslag och utkast till lagar om ideella föreningar har lagts fram 1903, 1910, 1911, 1919 och 1938, men ingen associationsrättslig lagstiftning har antagits av riksdagen. Senast 2007 berördes lagstiftningsbehovet av Erik Nerep i en utredning gjord av integrations- och jämställdhetsdepartementet. 
Ideella föreningar kan delas in i två grupper: 
- de som syftar till att främja medlemmarnas ekonomiska intresse och
- föreningar med annat syfte

En ideell förening som syftar till att främja medlemmarnas ekonomiska intresse får inte göra detta genom ekonomisk verksamhet.
Exempel på ideella föreningar vars syfte är att främja medlemmarnas ekonomiska intresse är fackföreningar och Skattebetalarnas förening. Även om dessa föreningar syftar till att främja medlemmarnas ekonomiska intresse så sker detta inte genom ekonomisk verksamhet utan genom juridisk hjälp, opinionsbildning et cetera. 
Om en förening med sådant syfte likväl ägnar sig åt ekonomisk verksamhet, kan den betraktas som en oregistrerad ekonomisk förening. En oregistrerad ekonomisk förening uppfyller inte kraven för att vara ett rättssubjekt varför styrelseledamöterna kan bli personligt ansvariga för föreningens skulder och åtaganden. 
En ideell förening som har ett annat syfte än att främja medlemmarnas ekonomiska intresse kan ägna sig åt ekonomisk verksamhet. Ett exempel på det är en idrottsförening som bedriver olika former av ekonomisk verksamhet, som att exempelvis ta inträde och driva servering. Då syftet med idrottsverksamhet är att betrakta som ideellt är en idrottsförening inte att betrakta som en ekonomisk förening. 
En ideell förening som varken bedriver ekonomisk verksamhet eller har till syfte att främja medlemmarnas ekonomiska intressen kallas rent ideell.
För att betraktas som rättskapabel ideell förening ska sammanslutningen ha antagit stadgar av viss fullständighet och tillsatt företrädare. När sådana omständigheter föreligger blir föreningen en juridisk person och får rättskapacitet, det vill säga kan äga egendom, klaga, söka, kära och svara inför domstol samt ingå avtal som är bindande för föreningen. För föreningens skulder svarar i normalfallet endast föreningens egna tillgångar. Så länge styrelsen ej begått något fel så är den inte betalningsskyldig för inköp som gjorts för föreningens räkning.
Det finns som nämnts ingen speciell lag som reglerar ideella föreningar, utan annan lag och praxis tillämpas på dem. Det finns inte heller något obligatoriskt register över ideella föreningar. Eftersom en ideell förening är en egen juridisk person så kan den ansöka om organisationsnummer hos Skatteverket. Organisationsnummer inverkar inte på föreningens rättskapacitet, men rätten till organisationsnummer anses ändå vara en civil rättighet i Europakonventionens mening.
Bolagsverket har en del information om ideella föreningar till exempel om val av namn (firma) och hur ideell förening ska avvecklas.

## Skatteregler i Sverige
Skattereglerna för ideella föreningar skiljer sig beroende på föreningens syfte och verksamhet. Skatteverket kallar de föreningar som drivs på idealistisk grund för allmännyttiga ideella föreningar, vilket gör att föreningen är skattemässigt gynnade (i praktiken betalar de ingen skatt på sin vinst).
En ideell förening är bokföringsskyldig om den
- bedriver näringsverksamhet,
- är moderföretag i en koncern, eller
- har tillgångar som överstiger 1,5 miljoner kronor.

En ideell förening som inte behöver avsluta räkenskaperna med en årsredovisning och vars nettoomsättning normalt uppgår till högst 3 miljoner kronor får bokföra enligt kontantmetoden.  Kontantmetoden får användas om föreningen endast har ett mindre antal fakturor och dessa inte uppgår till avsevärda belopp. Kontantmetoden innebär att man får vänta med att bokföra affärshändelsen tills betalning sker. Vid räkenskapsårets utgång ska dock alla obetalda fordringar och skulder bokföras.

## Ideologisk förankring
Svenskt föreningsliv har traditionellt sin grund i olika folkrörelser. De folkrörelser som historiskt sett betytt mest för framväxten av de ideella föreningarna är arbetarrörelsen, väckelserörelsen och nykterhetsrörelsen. Idag finns det även ideella föreningar inom idrottsrörelsen, scoutrörelsen, fredsrörelsen, HBTQ-rörelsen, studentrörelsen, hembygdsrörelsen, hemslöjdsrörelsen globala rättviserörelsen, kvinnorörelsen, körsångsrörelsen och naturvårdsföreningar. Det finns också ideella föreningar utanför dessa rörelser, främst välgörenhetsorganisationer, ordenssällskap och invandrarorganisationer.